# لواء بانزر 150
لواء بانزر 150 أو لواء إس إس بانزر 150 ( (بالألمانية: 150. SS-Panzer-Brigade)‏ لواء إس إس بانزر ) تشكيل للجيش الألماني خلال الحرب العالمية الثانية التي تم تشكيلهه للمشاركة في هجوم الاردين، وكان من غير المألوف أنه تم تشكيله من جميع أجزاء القوات المسلحة الألمانية، حيث ضم اللواء 2500 جندي؛ 1000 من هير، و500 من فافن إس إس، و 800 من لوفتفافه و200 من كريغسمارينه. وقد تم تكليفه بالاستيلاء على الجسور في Amay وEngis وهوي. يُعرف اللواء بتضمين أعضاء ناطقين بالإنجليزية يرتدون زي الجيش الأمريكي لإحداث فوضى وراء الخطوط الأمريكية. تم تسليح اللواء أيضًا من معدات الحلفاء التي تم الاستيلاء عليها حيث كان لديها دبابتين شيرمان (التي لم تشهد أي خدمة بسبب مشاكل ميكانيكية) وتم تعديل المركبات الألمانية لتشبه المركبات المدرعة المتحالفة.

## عملية جريف
كان الاسم الرمزي الألماني للعملية التي ستقوم بها هذه الوحدة في هجوم الأردين هو Unternehmen Greif (عملية جريف). كان توقيت الهجوم يعني أن قائد اللواء أوتو سكورزيني لم يكن أمامه سوى 5 أو 6 أسابيع لتجنيد وتدريب وحدة جديدة تمامًا. في غضون أربعة أيام أرسل خططه لـ 150 للواء بانزر إلى الجنرال ألفريد بودل. على الرغم من طلب 3300 رجل، حصل على موافقة فورية ووعد بتقديم الدعم الكامل. أصدرت القيادة العليا للفيرماخت أمرًا في 25 أكتوبر يطلب فيه جنودًا مناسبين للعملية مع «معرفة اللغة الإنجليزية وأيضًا باللهجة الأمريكية» الذي تم تمريرها إلى كل مقر على الجبهة الغربية، وسرعان ما أصبح هذا الطلب معروفًا للحلفاء . 

## بعد الحرب
تم سحب اللواء أخيرًا من الخطوط الأمامية في 28 ديسمبر، واستبداله بفرقة فولكسغرينادير الثامن عشر. تمكن 44 جنديًا ألمانيًا يرتدون زيًا أمريكيًا من التسلل عبر الخطوط الأمريكية واستطاعو العودة جميعا باستثناء 8. تم القبض على 23 آخرين من رجالها وأُعدم 18 كجواسيس. 
بعد الحرب العالمية الثانية، حوكم Skorzeny كمجرم حرب في محاكمات داكاو في عام 1947 بتهمة انتهاك قوانين الحرب خلال معركة الثغرة. ووجهت له تهم له وتسعة ضباط اخرين من لواء البانزر 150 حيث قاموا باستخدام زي الجيش الأمريكي عن طريق الدخول في قتال وقتل أفراد من القوات المسلحة للولايات المتحدة. كما وجهت إليهم تهمة المشاركة في الحصول على أزياء أمريكية رسمية بشكل غير مشروع وطرود الصليب الأحمر المرسلة إلى أسرى الحرب الأمريكيين من معسكر أسرى الحرب. وبإقرار جميع المتهمين، ميزت المحكمة العسكرية بين استخدام زي العدو أثناء القتال ولأغراض أخرى بما في ذلك الخداع؛ لم يكن من الممكن إثبات أن Skorzeny أعطى بالفعل أي أوامر للقتال بالزي العسكري الأمريكي.  قال سكورزيني إن الخبراء القانونيين الألمان أخبروه أنه طالما أنه لم يأمر رجاله بالقتال أثناء ارتدائهم الزي العسكري الأمريكي، فإن مثل هذا التكتيك كان خدعة مشروعة للحرب.  كان شاهد الدفاع المفاجئ هو عميل منظمة تنفيذ العمليات الخاصة البريطانية فورست فريدريك إدوارد يو توماس، الذي شهد بأنه ارتدى الزي الألماني وراء خطوط العدو.

## القادة
- أوبرسلوبمينت هرمان وولف (1944 - 14 ديسمبر 1944)
- إس إس-أوبرستورمبانفورر أوتو سكورزيني، (14 ديسمبر 1944 - يناير 1945)